# 岩下守道
岩下 守道（いわした もりみち、1931年12月9日 - 2015年1月18日）は、長野県北佐久郡北御牧村（現役当時、現・同県東御市）出身の読売ジャイアンツや国鉄スワローズなどに在籍したプロ野球選手。

## 来歴・人物
小県農業高校では投手で、球速は速かったが制球に難があり、それを補うためにコーチをする者もいない中でカーブの投げ方を自分で考案したという。1949年夏に読売ジャイアンツ（巨人）が初めて選手公募を行った際、卓球部主将の尾崎直司（のち八千代市議会議員）が岩下に内緒で申し込んだのがきっかけで入団テストを受け、応募者1,300名の中で総合得点ではトップ合格。支度金10万円、給料15,000円の条件で入団した。
1950年夏に宇野光雄二軍監督の勧めで一塁手へ転向、さらに郷里の先輩で大洋の監督であった中島治康に野手転向の報告を行った際に勧められて、左打者になる。1954年には二軍の新日本リーグで打点王、打率2位となり、最高殊勲選手のタイトルを獲得し、7試合ながら一軍公式戦に出場する。1955年から1958年にかけては正一塁手・川上哲治の控えとして、主に試合後半の守備固めを中心に一塁手として毎年30～40試合に出場した。1957年オフ、大ベテランの川上が常時出場できない場合は中堅手の与那嶺要を一塁手にコンバートさせるとのコメントに驚き、水原茂監督にトレードの直訴も行っている。1956年から1958年の西鉄との3回の日本シリーズにもベンチ入りし、代打、代走、守備固めとして5試合に出場した。
1958年限りで川上が引退し、レギュラー獲りのチャンスが訪れたが、1959年に入れ替わりに早稲田実から入団した王貞治が一塁手にコンバートされたこともあって、宇野が監督を務めていた国鉄スワローズへ移籍。国鉄では一塁手に飯田徳治がいたが、宇野は常時出場させれば活躍できると踏んで、開幕から岩下を三番打者、左翼手としてレギュラーに抜擢。この年の岩下は一番、二番打者もこなし、123試合に出場して打率.280とリーグ打撃成績7位に入り、25盗塁も記録した。翌1960年も86試合に先発出場するが、頭部や膝のケガもあって打率.244と成績を落とす。同年限りで自由契約となり、最下位に転落して監督を辞任した宇野とともに国鉄を退団する。貴重な左打者であり、驚きの声もあったが、シーズン中にゴルフ場に通っていたことが当時の野球中継で話されたことが遠因の一つでもある。
1961年より、かつて巨人で同時期にプレーした千葉茂が監督を務める近鉄バファローに移る。開幕から一塁手、外野手として51試合に先発するが、打撃面では低迷が続き8月半ばから控えに回る。翌1962年に監督が別当薫に替わると出場機会が激減し、同年オフに現役引退。
引退後は、まず銀座で麻雀荘「銀栄クラブ」を経営した後、自動車教習所の日本ドライバーサービスに勤務し営業を担当。しかし、1966年より同社が自動車関係の月刊誌「モーターレビュ」を出すなど出版業界に進出するも倒産。ここで、教習所で日産自動車関係の自動車を使用していた関係で、西武日産販売のつてで西武百貨店外販部に勤務。1976年に各種ユニホームの製造販売を手掛ける東京シックの専務取締役に就任した。のち、アパレル関連業のイワシタ服飾を創業し、その代表取締役社長も務めている。
2015年1月18日に肺炎のため死去した。83歳没。

## 逸話
後年、巨人の後輩で王貞治の控え一塁手でもある山本功児に、やはり川上の控えであった自分自身の姿を重ね気にかけていたという。

## 詳細情報

### 年度別打撃成績
| 年 度     | 球 団     | 試 合 | 打 席 | 打 数 | 得 点 | 安 打 | 二 塁 打 | 三 塁 打 | 本 塁 打 | 塁 打 | 打 点 | 盗 塁 | 盗 塁 死 | 犠 打 | 犠 飛 | 四 球 | 敬 遠 | 死 球 | 三 振 | 併 殺 打 | 打 率 | 出 塁 率 | 長 打 率 | O P S |
| --------- | --------- | ----- | ----- | ----- | ----- | ----- | -------- | -------- | -------- | ----- | ----- | ----- | -------- | ----- | ----- | ----- | ----- | ----- | ----- | -------- | ----- | -------- | -------- | ----- |
| 1954      | 巨人      | 7     | 7     | 7     | 0     | 2     | 0        | 0        | 0        | 2     | 2     | 1     | 1        | 0     | 0     | 0     | --    | 0     | 2     | 0        | .286  | .286     | .286     | .571  |
| 1955      | 巨人      | 54    | 71    | 68    | 10    | 14    | 1        | 0        | 0        | 15    | 3     | 6     | 1        | 1     | 0     | 2     | 0     | 0     | 13    | 0        | .206  | .229     | .221     | .449  |
| 1956      | 巨人      | 61    | 36    | 33    | 13    | 8     | 2        | 1        | 0        | 12    | 2     | 2     | 0        | 1     | 0     | 2     | 0     | 0     | 7     | 1        | .242  | .286     | .364     | .649  |
| 1957      | 巨人      | 67    | 29    | 27    | 4     | 6     | 0        | 0        | 0        | 6     | 1     | 5     | 0        | 0     | 1     | 1     | 0     | 0     | 2     | 1        | .222  | .250     | .222     | .472  |
| 1958      | 巨人      | 39    | 36    | 34    | 4     | 8     | 1        | 1        | 0        | 11    | 4     | 4     | 3        | 0     | 0     | 2     | 0     | 0     | 7     | 0        | .235  | .278     | .324     | .601  |
| 1959      | 国鉄      | 123   | 459   | 429   | 44    | 120   | 23       | 5        | 2        | 159   | 38    | 25    | 11       | 6     | 3     | 20    | 0     | 1     | 64    | 4        | .280  | .313     | .371     | .684  |
| 1960      | 国鉄      | 111   | 366   | 336   | 27    | 82    | 10       | 4        | 7        | 121   | 31    | 10    | 4        | 6     | 1     | 20    | 1     | 3     | 58    | 10       | .244  | .292     | .360     | .653  |
| 1961      | 近鉄      | 82    | 200   | 185   | 16    | 37    | 4        | 3        | 0        | 47    | 13    | 2     | 4        | 4     | 0     | 10    | 0     | 1     | 43    | 3        | .200  | .245     | .254     | .499  |
| 1962      | 近鉄      | 5     | 5     | 5     | 0     | 0     | 0        | 0        | 0        | 0     | 0     | 0     | 0        | 0     | 0     | 0     | 0     | 0     | 4     | 0        | .000  | .000     | .000     | .000  |
| 通算：9年 | 通算：9年 | 549   | 1209  | 1124  | 118   | 277   | 41       | 14       | 9        | 373   | 94    | 55    | 24       | 18    | 5     | 57    | 1     | 5     | 200   | 19       | .246  | .286     | .332     | .618  |

### 背番号
- 41 （1949年途中 - 1954年）
- 15 （1955年 - 1958年）
- 10 （1959年 - 1960年）
- 5 （1961年 - 1962年）